# Друрі-Лейн
Друрі Лейн — вулиця на східній межі району Ковент-Гарден у Лондоні, проходить між Олдвічем та Хай-Холборном. Північна частина знаходиться в районі Кемден, а південна — у місті Вестмінстер.

## Визначні місця провулку Друрі-Лейн
Вулиця виникла як ранньосередньовічний провулок, відомий латиною як Via de Aldwych, який, ймовірно, з'єднував шпиталь Св. Джайлза для хворих на проказу з полями Aldwych Close, які належали лікарні, але за традицією були надані датчанам як частина мирної угоди з Альфредом Великим за саксонських часів. Свою назву провулок отримав від сера Роберта Друрі, адвоката з Саффолка, який близько 1500 року побудував у провулку особняк під назвою «Будинок Друрі». Після смерті в 1615 році його праправнука, іншого Роберта Друрі, будинок перестав належати родині Друрі. Він став лондонським будинком графа Крейвена, потім пабом, яким керувала його відома коханка Єлизавета Стюарт. Згодом сади та подвір'я будинку були забудовані рядами невеликих будиночків. Залишки самого будинку, який поступово руйнувався, були остаточно знищені в 1809 році. До цього часу Друрі Лейн став одним із найгірших нетрів Лондона, де панувала проституція та розпивався джин. Згодом територію було розчищено, щоб звільнити місце для забудови Кінгсвею і Олдвічу.
Згідно з відомою дитячою римою, Маффін-мен мешкав на Друрі Лейн.
Термін «Друрі Лейн» часто використовують для позначення Королівського театру Друрі Лейн, який у різних втіленнях знаходився на вулиці з 17 століття, хоча сьогодні головний вхід до театру знаходиться на вулиці Катерини. Також у Друрі Лейн знаходиться театр Джиліан Лінн.
173 Друрі-Лейн було місцем розташування першого магазину Sainsbury's. Магазин був відкритий в 1869 році, і зараз компанія є однією з найбільших у роздрібній торгівлі у Великобританії.